# Венергрен, Бертило
Бертило Венергрен (швед. Bertil Wennergren) (род. 4 октября 1956) — швед-эсперантист и барабанщик. Живёт в Шоссине.
Говорит на эсперанто с 1980 года, с 2001 года — член Академии эсперанто. Продолжительное время был директором отдела общего словаря, в 2015 возглавил отдел грамматики.
Являлся автором Plena Manlibro de Esperanta Gramatiko (PMEG) и книги «Landoj kaj lingvoj de la mondo» (эсп. Страны и языки мира). Также он написал учебники по изучению эсперанто на шведском.

## Музыка
Бертило был членом рок-групп Amplifiki и Persone. В 2002 году женился на Бирке Докхорн, с которой поёт дуэтом на эсперанто-встречах или у себя в городе.

## Награды
19 декабря 2006 года был объявлен в журнале La Ondo de Esperanto как эсперантист года 2006 после выпуска учебника PMEG. В 2014 году Венергрен был награждён Всемирной эсперанто-ассоциацией как выдающийся эсперантист.